# Carcelia aurata
Carcelia aurata là một loài ruồi trong họ Tachinidae.